# Colimador

Ejemplo de un colimador óptico

Esquema de colimador. Arriba sin colimador, Abajo con colimador.

Un colimador es un sistema que a partir de un haz (de luz, de electrones, etc.) divergente obtiene un "haz" paralelo. Sirve para homogeneizar las trayectorias o rayos que, emitidos por una fuente, salen en todas direcciones y obtiene un chorro de partículas o conjunto de rayos con las mismas propiedades.
Los colimadores ópticos suelen estar formados fundamentalmente por un espejo parabólico, unas lentes y algunos diafragmas. En el caso de los colimadores para chorros de partículas elementales cargadas se emplean campos eléctricos, magnéticos y diafragmas. Para el caso de partículas neutras se utilizan diafragmas para impedir el paso de partículas que se separan de la dirección elegida y algunos filtros absorbentes para eliminar ciertos rangos de energía.
Un colimador es, por definición, un instrumento de precisión para una tarea especial. El objetivo de la colimación es hacer que el eje óptico de cada lente o espejo coincida con el rayo central del sistema, un láser colimador debe lograr un haz así. La unidad debe ser ligera, robusta y estar hecha con precisión para acoplarse a los tubos estándar. Debe crear un punto pequeño y muy visible, de día o de noche, a distancias encontradas generalmente en el camino de un telescopio. Además, el haz no debe salirse del eje o transformarse en un parche difuso de luz con los cambios de temperatura, como puede suceder con algunos diodos láser.